# Robert Grey Bushong
Robert Grey Bushong (* 10. Juni 1883 in Reading, Pennsylvania; † 6. April 1951 ebenda) war ein US-amerikanischer Politiker. Zwischen 1927 und 1929 vertrat er den Bundesstaat Pennsylvania im US-Repräsentantenhaus.

## Werdegang
Robert Bushong war der Enkel des Kongressabgeordneten Anthony Ellmaker Roberts (1803–1885). Er besuchte die Phillips Academy in Andover (Massachusetts) und studierte danach bis 1903 an der Yale University. Nach einem anschließenden Jurastudium an der Columbia University in New York City und seiner 1906 erfolgten Zulassung als Rechtsanwalt begann er in Reading in diesem Beruf zu arbeiten. Gleichzeitig schlug er als Mitglied der Republikanischen Partei eine politische Laufbahn ein. In den Jahren 1908 und 1909 saß er als Abgeordneter im Repräsentantenhaus von Pennsylvania. Von 1914 bis 1915 war er Richter am Vormundschaftsgericht im Berks County. In den Jahren 1916 und 1924 nahm er als Delegierter an den jeweiligen Republican National Conventions teil.
Bei den Kongresswahlen des Jahres 1926 wurde Bushong im 14. Wahlbezirk von Pennsylvania in das US-Repräsentantenhaus in Washington, D.C. gewählt, wo er am 4. März 1927 die Nachfolge von Charles Joseph Esterly antrat. Da er im Jahr 1928 auf eine weitere Kandidatur verzichtete, konnte er bis zum 3. März 1929 nur eine Legislaturperiode im Kongress absolvieren. Nach seiner Zeit im US-Repräsentantenhaus praktizierte Robert Bushong wieder als Anwalt. Er starb am 6. April 1951 in Reading, wo er auch beigesetzt wurde.